# J-15D
J-15D는 중국판 EA-18G 그라울러로, 그라울러와 비슷하게  전자전 교란 장치를 탑재해서 방해 전파를 쏴서 적의 레이다를 교란시키고, 아군 장비들을 적의 레이다 탐지로부터 숨길 수 있도록 도와주는 역할을 한다. 

## 전자전 장비 제원
- 이름 : (정보 없음)
- 교란거리 : 미상
- 탑재기종 : J-15D

## 같이 보기
- 전자전
- EA-18G 그라울러
- AN/ALQ-99